# دورسي رايت
دورسي رايت (بالإنجليزية: Dorsey Wright)‏ هو ممثل أمريكي، ولد في 22 أغسطس 1957 في نيويورك في الولايات المتحدة.

## أعمال

### أفلام
- (1979) ذا واريورس[2][3]

## وصلات خارجية
- دورسي رايت على موقع IMDb (الإنجليزية)
- دورسي رايت على موقع قاعدة بيانات الفيلم (الإنجليزية)